# Venus y Adonis (poema)

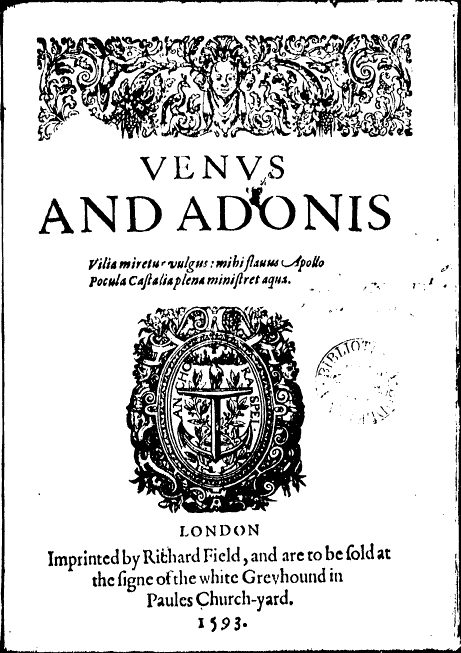
Primera edición de 1593.

Venus y Adonis es un poema de William Shakespeare, escrito en 1592-93.
El argumento está basado en pasajes de las metamorfosis de Ovidio. Es un trabajo complejo y caleidoscópico que utiliza un tono y una perspectiva constantemente cambiantes, para presentar puntos de vista contrastantes sobre la naturaleza del amor.

## Historia
Mientras Adonis se prepara para ir de cacería, Venus "atrapada en su palma sudorosa" se arroja hacia él (con intención de tener relación sexual). A continuación encontramos que "él yace jadeando y respirando en su cara" mientras Venus le dice "atrévete a jugar, nuestro deporte no está a la vista." Ella lo persuade a besarla pero Adonis no está muy interesado, pensando que es demasiado joven, y sólo le importa la cacería. 

## Traducciones
- Traducción de la poesía completa, Poesía completa de Shakespeare (Venus y Adonis / La violación de Lucrecia / El peregrino apasionado / El fénix y la tórtola / Sonetos / Lamento de una amante'), de Antonio Rivero Taravillo , Biblioteca de Literatura Universal, Almuzara, 2010.
- Venus y Adonis, traducción de Jorge Luis Pérez Armijos, 2021. ISBN: 979-85974545-0-4